# Хомск
Хомск (транслит.: Chomsk; бел. Хомск) — агрогородок в Дрогичинском районе Брестской области Беларуси. Располагается на реке Ясельда, неподалёку от озера Споровское. Административный центр Хомского сельсовета.
Хомск — древний город, бывшая столица графства на исторической Пинщине (часть Берестейского воеводства), на западе Полесья.

## История
Одна из самых древних стоянок человека на территории Дрогичинского района располагалась неподалёку от Хомска, в урочище Городок (11-9 тысячелетия до н. э.).
Первое письменное упоминание о Хомске как о деревне в Здитовской волости датируется 1518 годом. В 1551—1552 годах он получил статус городка.
Согласно с административно-территориальной реформой (1565—1566) Хомск вошёл в состав Пинского повета Брестского воеводства. В разные времена место находилось в владении Нарушевичей, Дольских, Вишневецких, Огинских. В 1793 году поселение получило статус города и стало центром графства.
В результате третьего раздела Речи Посполитой (1795 год) Хомск оказался в составе Российской империи, где стал центром волости Кобринского уезда Гродненской губернии. В начале XIX века Пусловские основали здесь фабрику сукна. В 1879 году начала работать почтовая станция.
Согласно Рижскому мирному договору (1921 год) Хомск оказался в составе межвоенной Польской Республики, где стал центром гмины Дрогичинского повета Полесского воеводства.
В 1939 году Хомск вошёл в БССР, где 12 октября 1940 года стал центром сельсовета. Статус поселения понизили до деревни.
Во время Великой Отечественной войны в июле 1943 года оккупанты сожгли 470 домов, убили 1760 человек.
В 1988 году вблизи Хомска создано одноимённое водохранилище.

## Население

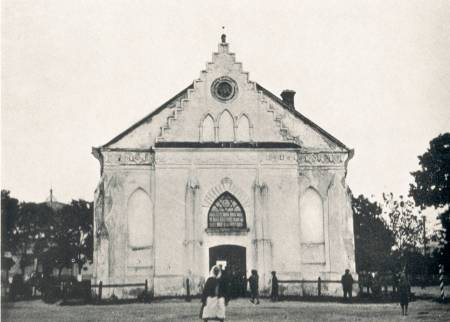
Синагога, фото 1900 года

- XIX век: 1830 — 551 муж., из них знати 6, духовного состояния 3, мещан-иудеев 318, мещан-христиан и крестьян 224[7]; 1 января 1878 — 1425 чел. (680 муж. и 745 жен.), в том числе 983 иудеев[8]
- XX век: 1921 — 1678 чел.[9]; 1999 — 1127 чел.
- XXI век: 2010 — 1071 чел.; 2019 — 1011 чел.[1]

## Инфраструктура
В Хомске размещается совместное белорусско-российское предприятие ООО «Фрост и К». Имеются амбулатория, ветеринарный участок, детский ясли-сад.

## Культура
- Дом культуры
- Музей ГУО «Хомская средняя школа»

## Достопримечательность
- Могила жертв фашизма
- Памятник погибшим землякам
- Памятник на могиле командира партизанского отряда Е. Г. Макаревича (1921—1943)[13].
- Свято-Покровская церковь (1990)
- Памятный знак на месте церкви

### Утраченное наследие
- Монастырь базилиан (1687)
- Синагога (XIX в.)
- Церковь (XIX в.)

## Известные уроженцы
- Штейнман, Дэвид (1886—1960) — известный американский инженер-мостостроитель[источник не указан 422 дня].
- Николай Арсеньевич Корнатовский (1902—1977) — советский историк, специалист по истории Гражданской войны в России. Доктор исторических наук, профессор.